# Втрати силових структур внаслідок російського вторгнення в Україну (1 червня — 15 червня 2022)
У статті наведено список втрат українських військовослужбовців у російсько-українській війні, починаючи з 1 червня 2022 року по 15 червня 2022 року (включно).

## Список загиблих з 1 по 15 червня 2022 року
| Орден Богдана Хмельницького III ступеня (Україна) · Орден Богдана Хмельницького II ступеня (Україна) |

| Медаль «За військову службу Україні» | Медаль «Захиснику Вітчизни» — 2015 | Відзнака Президента України «За участь в антитерористичній операції» |

### Примітка
1. 16 квітня 2022 року, Президент України Володимир Зеленський під час інтерв'ю телерадіокомпанії CNN повідомив, що у війні з російськими окупантами загинуло від 2500 до 3000 українських військових[237].
2. 11 травня 2022 року, в ході спеціального брифінгу офіційних представників Сил оборони України, начальник оперативного управління штабу управління Нацгвардії України Олексій Надточий, вперше з початку війни, назвав втрати, які відомство зазнало в ході російського вторгнення в Україну. За його словами, втрати Національної гвардії України під час виконання бойових завдань склали: безповоротні втрати — 501 військовослужбовець, санітарні втрати (зазнали поранень) — 1697 військовослужбовців[238].
3. «Таблиця/Список загиблих» буде наповнюватися та корегуватися по мірі можливості за надходженням відповідної інформації, яка постійно змінюється в результаті інтенсивності бойових дій (посилання — тільки на офіційні та перевірені джерела)
4. Див. розділ «Обговорення».
5. Відомості з Указів Президента України «Про присвоєння звання Герой України», «Про відзначення державними нагородами України» доповнювати в кінці основної Таблиці, з подальшим уточненням соц.-демографічними даними загиблих Героїв і рознесенням записів за відповідними датами!